# Épaney
Épaney ist eine französische Gemeinde mit 495 Einwohnern (Stand: 1. Januar 2022) im Département Calvados in der Region Normandie. Sie gehört zum Arrondissement Caen und zum Kanton Falaise. Die Einwohner werden als Épanéens bezeichnet.

## Geografie
Épaney liegt im Süden der Ebene von Caen, rund 7 km nordnordöstlich von Falaise und 34 km südsüdöstlich von Caen. Umgeben wird die Gemeinde von Olendon im Norden, Perrières im Nordosten und Osten, Damblainville im Südosten, Versainville im Süden, Saint-Pierre-Canivet im Südwesten sowie Bons-Tassilly in westlicher und nordwestlicher Richtung.

## Bevölkerungsentwicklung
| Jahr                             | 1793 | 1836 | 1876 | 1926 | 1946 | 1968 | 1990 | 2016 |
| Einwohner                        | 598  | 727  | 539  | 304  | 320  | 305  | 352  | 520  |
| Quelle: Cassini, EHESS und INSEE |      |      |      |      |      |      |      |      |

## Sehenswürdigkeiten
- Kirche Saint-Martin aus dem 11. Jahrhundert
- Reste eines Schlosses aus dem 16. Jahrhundert
- Landhaus aus dem 16. Jahrhundert
- Menhir
- Lavoir (Waschhaus)

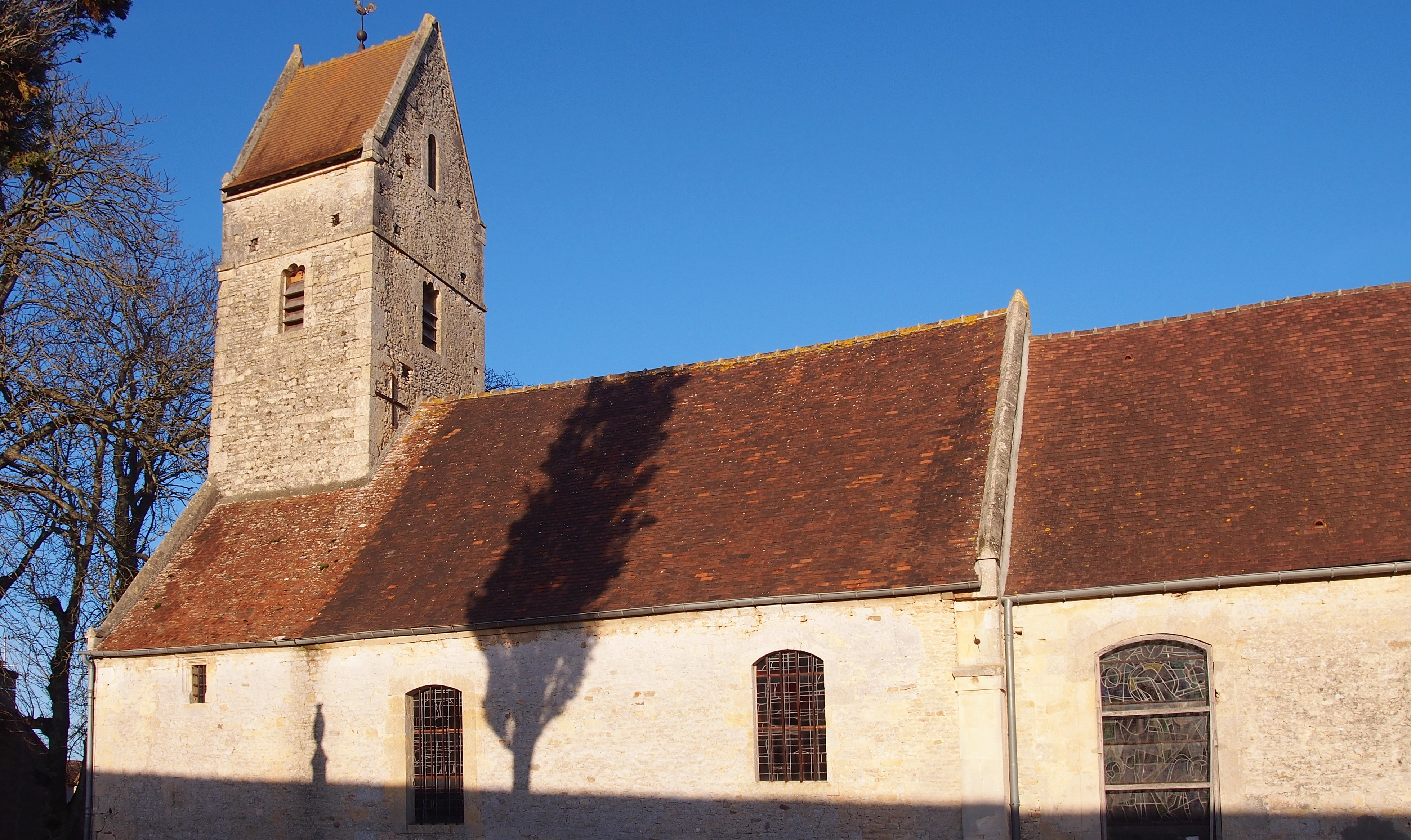
Kirche Saint-Martin
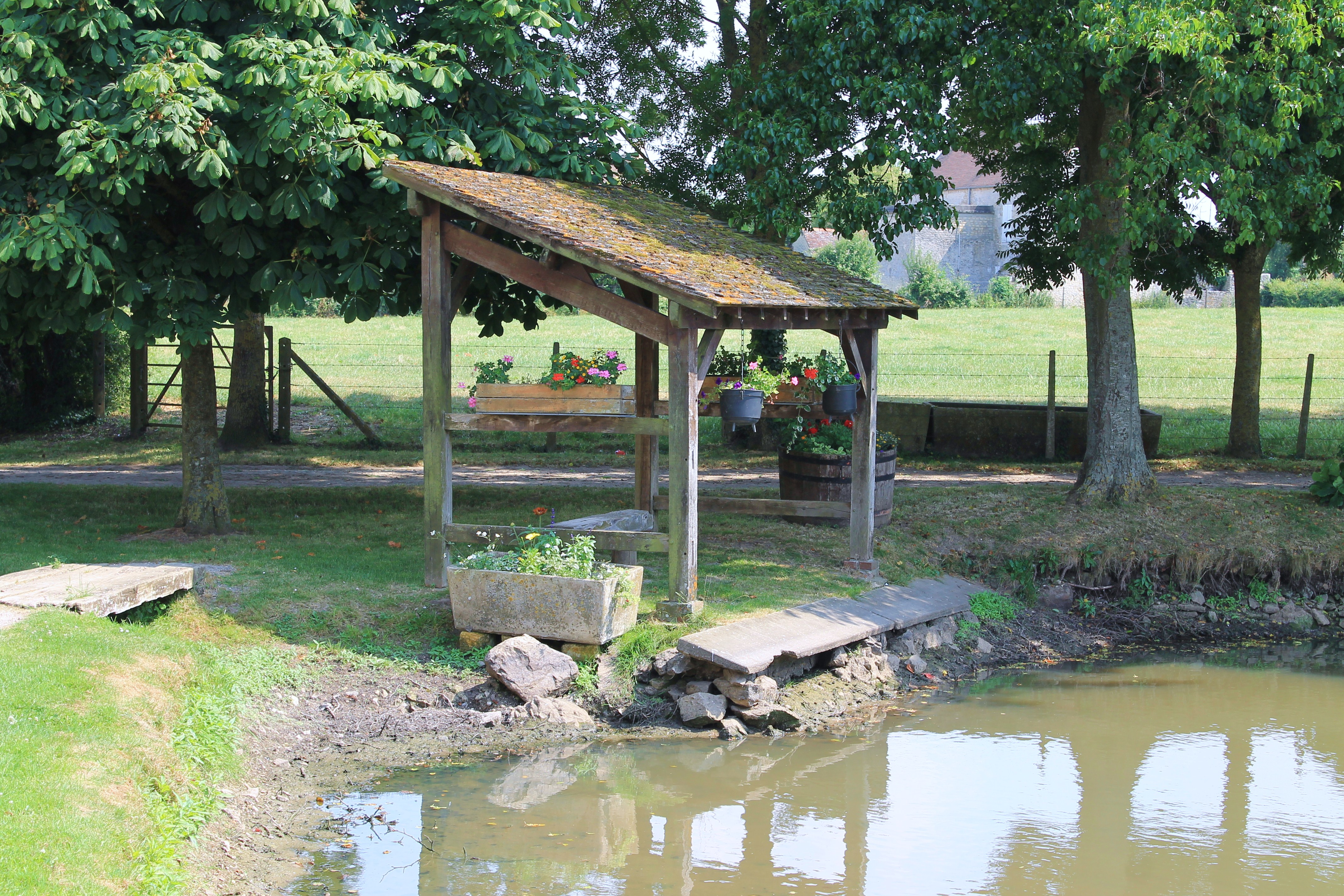
Waschhaus